# Nerlerit Inaat Lufthavn
Nerlerit Inaat Lufthavn (IATA: CNP, ICAO: BGCO) er en grønlandsk flyveplads beliggende i Jameson Land (Constable Pynt) i Sermersooq Kommune, med en gruslandingsbane på 1000 m x 30 m. I 2008 var der 2.997 afrejsende passagerer fra flyvepladsen fordelt på 865 starter (gennemsnitligt 3,46 passagerer pr. start). Den betjener Ittoqqortoormiit,der ligger ca. 40 km mod SØ.
Nerlerit Inaat Lufthavn drives af Mittarfeqarfiit, Grønlands Lufthavnsvæsen. Statens Luftfartsvæsen fører tilsyn med flyvepladsen.

## Eksterne links
- AIP for BGCO fra Statens Luftfartsvæsen Arkiveret 13. marts 2013 hos  Wayback Machine